# Convergencia (México)
El partido Convergencia (hasta el 2002, Convergencia por la Democracia) fue un partido político mexicano, fundado como tal en 1999 por miembros de la sociedad civil y antiguos miembros del PRI y otras fuerzas políticas del  Partido Acción Nacional. El 27 de agosto de 2011, en Asamblea Nacional, los militantes del aún partido, aprobarían reformas estatutarias que les permitirían cambiar de nombre, logo, así como la estructura del instituto político, donde se determinó desaparecer la figura del Presidente Nacional y la transformación del resto de órganos directivos y cambiando la estructura política de instituto a Movimiento Ciudadano. Estipulando que, el 50% de sus candidaturas, serían ocupadas por ciudadanos afines. Durante su tiempo en activo, se definió a sí mismo como un partido socialdemócrata.

## Historia

### Fundación
Convergencia por la Democracia solicitó su registro como agrupación política nacional en 1996, le fue otorgado en enero de 1997.
El 5 de diciembre de 1998, Convergencia por la Democracia efectuó su asamblea nacional constitutiva como partido político nacional. El 1 de agosto de 1999, el Instituto Federal Electoral (IFE) notificó a la dirigencia de Convergencia que contaba formalmente con registro y con la personalidad jurídica de partido político nacional.
La primera dirigencia del Comité Ejecutivo Nacional (CEN) de Convergencia fue encabezada por el Lic. Dante Delgado Rannauro (1999-2002), a quien acompañó en la Secretaría General del partido el Lic. Enrique Herrera Bruqueta hasta el año 2001.

### Procesos electorales 2000, 2001 y 2002
En las elecciones del 2 de julio de 2000, Convergencia promovió y se sumó a la Alianza por México, integrada también por el Partido de la Revolución Democrática (PRD), el Partido del Trabajo (PT), el Partido Alianza Social (PAS) y el Partido de la Sociedad Nacionalista (PSN). La alianza postuló al Ing. Cuauhtémoc Cárdenas Solórzano como candidato a la presidencia. Como resultado de estos comicios, el partido obtuvo una senaduría, dos diputaciones federales y una diputación local en el Distrito Federal. También, en alianza con el PRD y el PT, ganó la Jefatura del Gobierno del DF (hoy Ciudad de México).
Por otra parte, en los procesos locales de 2001 y 2002, Convergencia ganó, con perfiles ciudadanos, las presidencias municipales de las capitales de los estados de Veracruz y Oaxaca.

### La Segunda Asamblea Nacional
El 16 de agosto de 2002 en la ciudad de Puebla, Pue., Convergencia efectuó su segunda Asamblea Nacional, en la que se determinó acortar el nombre de «Convergencia por la Democracia» a solo «Convergencia» y reelegir por tres años a la dirigencia nacional del partido (2003-2006).
Por designación ante el Consejo Nacional de Convergencia, en el mes de julio de 2003, el Dr. Alejandro Chanona fue designado secretario general.

### 2003 - 2006
En los comicios federales para renovar la Cámara de Diputados en el 2003, Convergencia participó sin coaligarse con ningún partido político. Obtuvo entonces 605 811 votos, que representaron el 2.53% de la votación nacional, con lo que mantuvo su registro. Derivado de ello, Convergencia logró obtener 5 diputados federales, lo que le permitió, por primera vez, contar con una Fracción Parlamentaria en el Congreso de la Unión. Una narrativa de aquellos tiempos, trata del supuesto asesinato de Karl Ayala, candidato a presidente municipal de Cuernavaca.
Durante los procesos locales de 2004 y 2005, el partido continuó incrementando su presencia electoral a lo largo y ancho del país.
En el 2005 ganó, en alianza con el PRD y el Partido de la Revolución Socialista (PRS), la gubernatura del estado de Guerrero.
En 2004 había 405 convergentes en cargos de elección popular en todo el país, divididos de la siguiente manera: 1 senador, 5 diputados federales (con estatus de fracción parlamentaria), 24 diputados locales, 28 presidentes municipales, 32 síndicos y 315 regidores.
Al inicio del 2006, Convergencia tenía un gobernador en alianza (Chiapas), un senador de la República, cinco diputados federales, 25 diputados locales, 29 presidentes municipales, 37 síndicos y 419 regidores.

### La Tercera Asamblea Nacional
El 11 de febrero de 2006 en la ciudad de Tlaxcala, Tlaxcala, tuvo lugar la Tercera Asamblea Nacional en la que fueron elegidos para el período 2006-2010, Luis Maldonado Venegas y Pedro Jiménez León, como presidente y secretario general de Convergencia, respectivamente.
Durante la Tercera Asamblea se establecieron tres objetivos estratégicos a los que se abocaría la nueva administración nacional:
1.	Lealtad a los principios socialdemócratas.
2.	Unidad y cohesión del partido.
3.	Crecimiento y consolidación de Convergencia.

### El Proceso Electoral Federal del 2006
En los comicios federales del 2 de julio de 2006, Convergencia aportó 3.5 millones de votos a la coalición “Por el Bien de Todos”, conformada también por el PRD y por el PT. Esta coalición postuló como candidato a la presidencia de la República a Andrés Manuel López Obrador.
Como resultado del proceso electoral federal del 2006, Convergencia individualmente obtuvo los siguientes cargos de representación: 5 senadores de la República y 17 diputados federales. Esta suma de representación le permitió al partido contar con Fracción Parlamentaria en ambas Cámaras del Congreso de la Unión.
A partir de entonces, y derivado del cumplimiento de los objetivos estratégicos puestos en marcha por la nueva administración nacional de Convergencia, se diseñó un Programa Estratégico Electoral con miras a su aplicación en los procesos electorales de finales del 2006, 2007 y 2008.

### El Frente Amplio Progresista
Después de las elecciones de julio del 2006, una vez conocido el resolutivo del Tribunal Electoral del Poder Judicial de la Federación en contra del triunfo presidencial del Lic. Andrés Manuel López Obrador, y en los términos previstos por el Código Federal de Instituciones y Procedimientos Electorales (COFIPE) de ese año, Convergencia y los otros dos partidos integrantes de la coalición «Por el Bien de Todos», firmaron un convenio para constituir el Frente Amplio Progresista (FAP), que se regiría bajo los principios de pluralidad, solidaridad y compromiso republicano.
El Frente, signado el 27 de septiembre de 2006 y aprobado por el IFE el 11 de octubre de ese mismo año, fue constituido para un periodo de tres años, susceptible de renovación a voluntad de las partes. El FAP, como lo estableció el COFIPE del 2006, no asumió compromisos de carácter electoral; su principal objetivo fue en materia legislativa y de gobierno. Es decir, se comprometió a presentar y/o avalar conjuntamente iniciativas y propuestas de reforma legislativa ante el Congreso de la Unión, salvaguardando siempre la autonomía e ideología de cada grupo parlamentario.

### 2009
Con miras a las elecciones intermedias del 5 de julio de 2009, Convergencia convino con el PT en conformar una coalición electoral denominada «Coalición Frente Amplio Progresista». El 10 de diciembre de 2009, el convenio de coalición fue firmado y presentado por Convergencia y el PT al Consejo General del IFE. El 22 de diciembre, el IFE aprobó el mencionado Convenio de «Coalición Frente Amplio Progresista»; sin embargo, por una impugnación, el nombre de dicha coalición electoral cambió a «Coalición Por el Bien de Todos, Primero los Pobres». Debido a que fue rechazada esta segunda propuesta ante el Consejo General del IFE, se convino como tercera opción para el nombre de la coalición el de «Salvemos a México», denominación que fue validada por el IFE el 14 de enero de 2009.
Además, de manera sucesiva, se han adherido a la coalición «Salvemos a México» organizaciones políticas y sociales como el Partido de los Trabajadores (25 de noviembre de 2008); el Partido Popular Socialista (26 de noviembre de 2008); Movimiento Cívico (11 de diciembre de 2008) y la Unión Popular Revolucionaria Emiliano Zapata (16 de diciembre de 2008). Asimismo, el 30 de diciembre de 2008, firmaron acuerdos de colaboración con la coalición «Salvemos a México» las siguientes agrupaciones políticas: Unidad Nacional Progresista, Parnaso Nacional, Confederación Nacional de Ciudadanos, Profesionales por México, Deporte y Sociedad en Movimiento, Poder Ciudadano, y Propuesta Cívica.

### Creación deMovimiento Ciudadano
El 27 de agosto de 2011, durante su tercera asamblea nacional extraordinaria de los militantes del partido, se aprobaron reformas estatutarias por las cuales el partido dejó de llamarse Convergencia para denominarse Movimiento Ciudadano, incluyendo el cambio de logo y su estructura interna.

## Ideología
Desde su origen, Convergencia suscribe como ideología política los valores y los principios de la Socialdemocracia Renovada, que consisten en promover la igualdad y la equidad, la protección de los débiles, la libertad como autonomía, ningún derecho sin responsabilidad, ninguna autoridad sin democracia, el pluralismo y la defensa de los derechos fundamentales del ser humano, entre otros. Reconoce, además, la necesidad de respetar la libertad individual y la elección personal, pugnando en todo momento por una justicia social para todos los mexicanos. 
Para Convergencia, la Socialdemocracia representa hoy una orientación política que acepta el sistema de libre mercado como la mejor manera de organizar la producción de bienes y servicios requeridos para la satisfacción de necesidades materiales, pero al mismo tiempo tiene como objetivo fundamental la intervención del Estado para asegurar que los beneficios y dividendos sean producidos y distribuidos de una manera que se asegure una vida cabal y plena para toda la sociedad.

## Resultados electorales
Los cargos de elección popular en que han triunfado candidatos miembros del Partido Convergencia en la actualidad son los siguientes:

### Presidencia de México
|  | 16.64 % |

|  | 35.29 % |

### Senado de la República
| Elección | Distrito | Distrito | RP    | RP | Escaños | Posición | Presidencia     | Presidencia |
| Elección | votos    | %        | votos | %  | Escaños | Posición | Presidencia     | Presidencia |
| -------- | -------- | -------- | ----- | -- | ------- | -------- | --------------- | ----------- |
| 2000     |          |          |       |    | 1/128   | Minoría  | Vicente Fox     |             |
| 2006     |          |          |       |    | 5/128   | Minoría  | Felipe Calderón |             |

### Cámara de Diputados
| Elección | Distrito | Distrito | RP      | RP   | Escaños | Posición | Presidencia     | Presidencia |
| Elección | votos    | %        | votos   | %    | Escaños | Posición | Presidencia     | Presidencia |
| -------- | -------- | -------- | ------- | ---- | ------- | -------- | --------------- | ----------- |
| 2000     |          |          |         |      | 3/500   | Minoría  | Vicente Fox     |             |
| 2003     | 602 392  | 2.26     | 605 156 | 2.26 | 5/500   | Minoría  | Vicente Fox     |             |
| 2006     |          |          |         |      | 16/500  | Minoría  | Felipe Calderón |             |
| 2009     | 855,015  | 2.49     |         |      | 6/500   | Minoría  | Felipe Calderón |             |

### Gubernaturas y jefaturas obtenidas
|  | 45.4 % |

|  | 51.7 % |

|  | 46.98 % |

|  | 37.75 % |

|  | 46.3 % |

|  | 55.1 % |

|  | 55.92 % |

|  | 41.9 % |

|  | 37.87 % |

|  | 50.4 % |

|  | 51.8 % |

## Presidentes de Convergencia
- (1999 - 2006): Dante Delgado
- (2006 - 2010): Luis Maldonado Venegas
- (2010 - 2011): Luis Walton Aburto